# Hensies
Hensies (dialectul picard: Inzî) este o comună francofonă din regiunea Valonia din Belgia. Comuna Hensies este formată din localitățile Hensies, Hainin, Montrœul-sur-Haine și Thulin. Suprafața sa totală este de 25,99 km². La 1 ianuarie 2008 avea o populație totală de 6.726 locuitori. 
Comuna Hensies se învecinează cu comunele Bernissart, Boussu, Dour, Quiévrain și Saint-Ghislain și cu departamentul francez Nord.